# Sascha-Andrej Tege
Sascha-Andrej Tege (* 25. Juli 1978) ist ein deutscher Poolbillardspieler.

## Karriere
Bei der Deutschen Meisterschaft 1999 erreichte Tege im 14/1 endlos und im 9-Ball das Viertelfinale.
Seinen ersten größeren Erfolg auf der Euro-Tour erreichte er mit dem Viertelfinale bei den German Open 2007, das er jedoch mit 3:10 gegen Ralf Souquet verlor.
2008 erreichte er bei der 10-Ball-WM die Runde der Letzten 64.
Die German Open 2010, bei der Tege im Finale Karl Boyes mit 8:6 besiegte, war sein bisher einziger Euro-Tour-Titel. Bei der Costa Blanca Open 2010 verlor er im Halbfinale gegen den späteren Turniersieger Darren Appleton mit 3:8.
Bei der EM 2011 gelang es Tege im 14/1 endlos ins Viertelfinale einzuziehen. Dieses verlor er jedoch gegen Fabio Petroni mit 43:125. Bei der 9-Ball-WM 2011 erreichte er erneut nur die Runde der Letzten 64.
Mit Bronze im 9-Ball und Silber im 14/1 endlos gewann er bei der Deutschen Meisterschaft seine ersten Medaillen. 2012 erreichte er im 8-Ball und im 10-Ball nur das Viertelfinale.
2013 gewann er Bronze im 8-Ball und zudem mit dem SV Motor Babelsberg den Deutschen Mannschaftspokal.
2014 gewann Sascha Andrej Tege die deutsche Meisterschaft im 14/1 endlos.